# У
Das У (kleingeschrieben у) ist ein Buchstabe des kyrillischen Alphabets, er entspricht dem U im lateinischen Alphabet. Die Form des Buchstabens ist dem Kleinbuchstaben y im lateinischen Alphabet ähnlich.

## Zeichenkodierung
| Standard  | Standard    | Majuskel У                | Minuskel у              |
| --------- | ----------- | ------------------------- | ----------------------- |
| Unicode   | Codepoint   | U+0423                    | U+0443                  |
| Unicode   | Name        | CYRILLIC CAPITAL LETTER U | CYRILLIC SMALL LETTER U |
| UTF-8     | UTF-8       | D0 A3                     | D1 83                   |
| XML/XHTML | dezimal     | &#1059;                   | &#1091;                 |
| XML/XHTML | hexadezimal | &#x0423;                  | &#x0443;                |